# Erik Saers
Erik Saers, född 1960, är en svensk civilekonom, direktör och ämbetsman.
Saers studerade vid Handelshögskolan i Stockholm från 1982 till 1985, och arbetade sedan inom olika företag i finansbranschen 1987-2001, bland annat som verkställande direktör för först Aktiesparinvest 1990-2000 och sedan Avanza Fondkommission 2000-2001. Han tjänstgjorde på Finansinspektionen från 2003 och var tillförordnad generaldirektör för myndigheten 2008-2009. Efter att Martin Andersson tillträtt som generaldirektör i januari 2009 lämnade Saers Finansinspektionen i april samma år.
Erik Saers var under delar av 2011 ekonomichef på AIK Fotboll.
Sedan juni 2012 är Erik Saers verkställande direktör på Nordic Trustee & Agency AB (tidigare Swedish Trustee AB). Bolaget ägs av Nordic Trustee Holding ASA (tidigare Norsk Tillitsmann ASA), verkar som agent (trustee) inom den svenska företagsobligationsmarknaden där man företräder investerarna i relationen med företaget som givit ut obligationen. Rollen bidrar bland annat till högre likviditet i företagsobligationsmarknaden.